# Гранвил (Илиноис)
Гранвил (енгл. Granville) град је у америчкој савезној држави Илиноис.

## Демографија
По попису из 2010. године број становника је 1.427, што је 13 (0,9%) становника више него 2000. године.
| Група             | 2000.         | 2010.         |
| Белци             | 1.346 (95,2%) | 1.314 (92,1%) |
| Афроамериканци    | 6 (0,4%)      | 14 (1,0%)     |
| Азијати           | 6 (0,4%)      | 2 (0,1%)      |
| Хиспаноамериканци | 48 (3,4%)     | 80 (5,6%)     |
| Укупно            | 1.414         | 1.427         |